# Szerokie (dolina Jaworzynka)

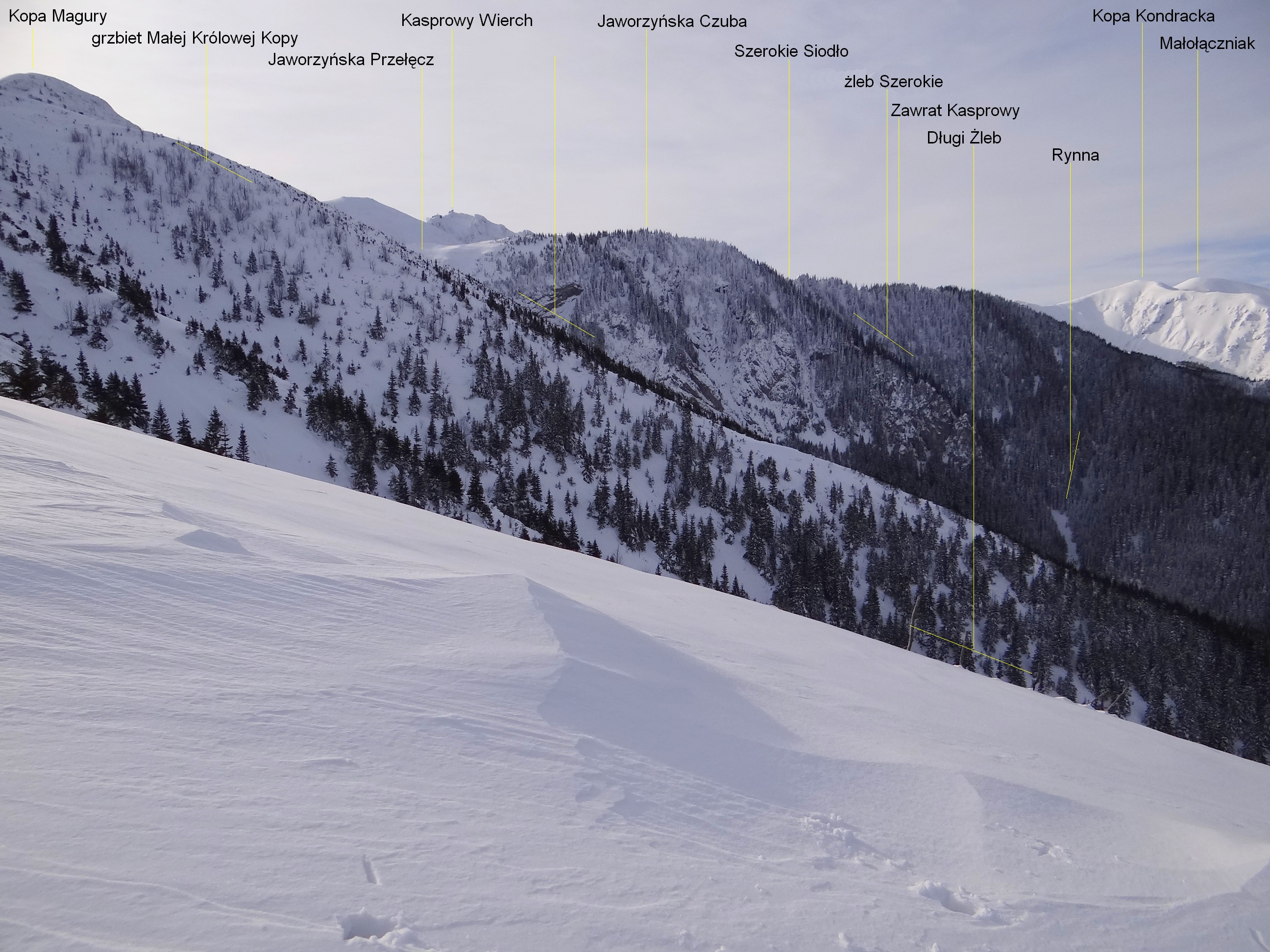
Widok z okolic Diabełka

Szerokie – żleb opadający z Zawratu Kasprowego do Jaworzynki w polskich Tatrach Zachodnich. Opada z wcięcia zwanego Szerokie Siodło (ok. 1575 m) w kierunku niemal północnym. Około 200 m poniżej grani Zawratu Kasprowego dołącza do niego żleb Rynna opadający spod Rówienek. Wspólnym koryciskiem uchodzą do niemal już zarośniętej Wyżniej Polany Jaworzynka. W korycisku tym, poniżej miejsca połączenia się żlebów, znajduje się stromy próg mający wysokość ok. 15 m. Dolna część koryciska (powyżej Wyżniej Polany Jaworzynka) porośnięta jest pokrzywami.
Całe otoczenie żlebu Szerokie porośnięte jest lasem, a jego koryto zawalone powalonymi drzewami. Mimo więc małego rezerwuaru śniegu i dużych oporów żlebem tym czasami schodzą dość spore lawiny.